# パハール語群
パハール語群（パハールごぐん、पहाड़ी 、英: Pahari languages）はインド語派に属する言語グループである。

## 分布

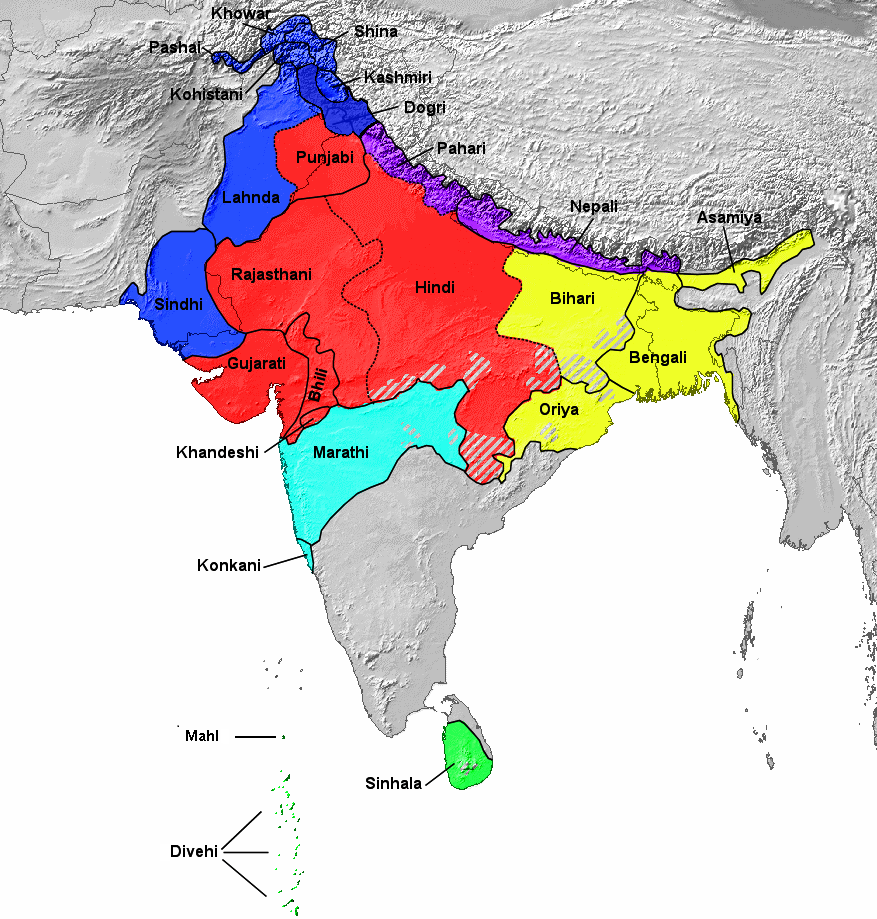
紫および濃紺の領域

- ネパール
- インド
  - ウッタラーカンド州
  - ヒマーチャル・プラデーシュ州
  - パンジャーブ州 (インド)
  - ジャンムー・カシミール州
  - シッキム州
  - 西ベンガル州
- パキスタン
  - アザド・カシミール
  - パンジャーブ州 (パキスタン)
- チベット

## 分類
- 東パハール語群
  - ネパール語
  - ジュムリー語（英語版）
  - パルパ語（英語版）
- 中央パハール語群
  - クマーオニー語
- ガルワーリー諸語
  - ガルワーリー語
- ドーグリー・カーングリー諸語（英語版）
  - ドーグリー語
  - カーングリー語
  - マンデアーリー語（英語版）
  - クッルー・パハリー語（英語版）
  - バッティヤリ語（英語版）
  - バドラワーヒー語（英語版）
  - ハリジャン・キナウル語（英語版）
  - ヒンドゥリ語（英語版）
  - ジャウンサーリー語（英語版）
  - マハス・パハリー語
  - パングワーリー語（英語版）
  - スルマウリ語（英語版）